# Bmibaby
Bmibaby(영어: bmibaby.com)는 영국의 저비용 항공사로 총 42개 노선을 취항하고 있다. 본사는 영국 맨체스터에 위치해 있으며 2002년에 설립했다. 또한 사용하고 있는 허브 공항으로 벨파스트 시티 공항, 버밍엄 공항, 이스트 미들랜드 공항이 있다.

## 역사
2002년 1월에 설립되어 같은 해 3월 이스트 미들랜드와 말라가를 연결하는 노선에 취항했다. 2006년 가을에 허브 공항인 맨체스터 공항을 거점으로 보잉 737 형기를 8대로 늘리고 새로운 노선을 개설하게 되었다. 2007년에 버밍엄 공항에 보잉 737의 회사 최대의 허브 공항을 시도하는 등 네트워크를 넓혀 갔다.
같은 해 3월 Bmi 베이비는 비즈니스 고객의 이해를 도모하기 위해 필요한 것만 선택을(영어: only choose what you need)란 서비스를 전개하고 티켓 가격을 낮게 억제하는 대신에 온라인 체크인과 라운지 이용 등 타사의 항공사는 항공 티켓에 행해지고 있는 서비스를 추가 비용을 필요로 하는 옵션화하는 경영 전략을 발표했다. 동시에 bmi의 마일리지 서비스인 bmi 다이야몬드 클럽에 가입도 발표했지만, BMI가 가입한 스타 얼라이언스 BMI 이외의 항공사는 마일리지 제공은 실시하지 않는다고 했다. 또한 포인트의 가산도 BMI처럼 공항이 아닌 티켓을 파는 곳에서 추가가 이루어지고 있다.
2012년 3월에 BMI가 국제항공 그룹(IAG)에 매각함에 따라 같은 해 6월 10일에 운항 노선을 절반 이상 중단 시키는데 이어 같은 해 9월 9일에 남아 있는 전 노선 운항을 중지되면서 사실상 소멸되고 말았다.

## 보유 기종
- 2012년 4월 기준으로 Bmi 베이비는 다음과 같은 기종을 보유하고 있으며 현재 보유하고 있다.[3]

| 기종         | 대수 | 이코노미 | 기령 |
| ------------ | ---- | -------- | ---- |
| 보잉 737-300 | 12   | 148      | 14.7 |
| 보잉 737-500 | 2    | 131      | 18.0 |
| 합계         | 14   | 0        | 15.2 |

## 같이 보기
- 영국의 없어진 항공사 목록

## 사진

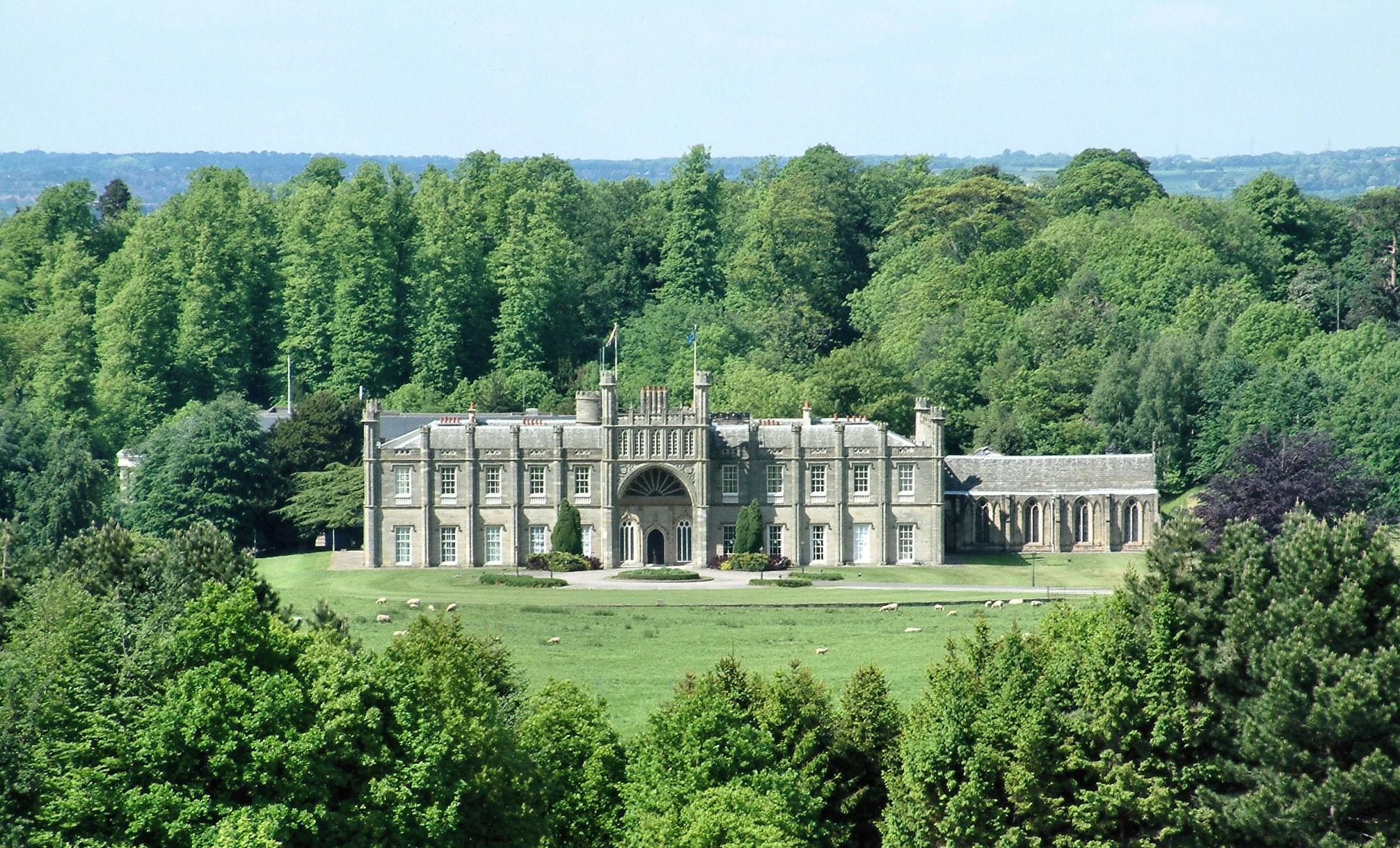
Bmi 베이비의 본사
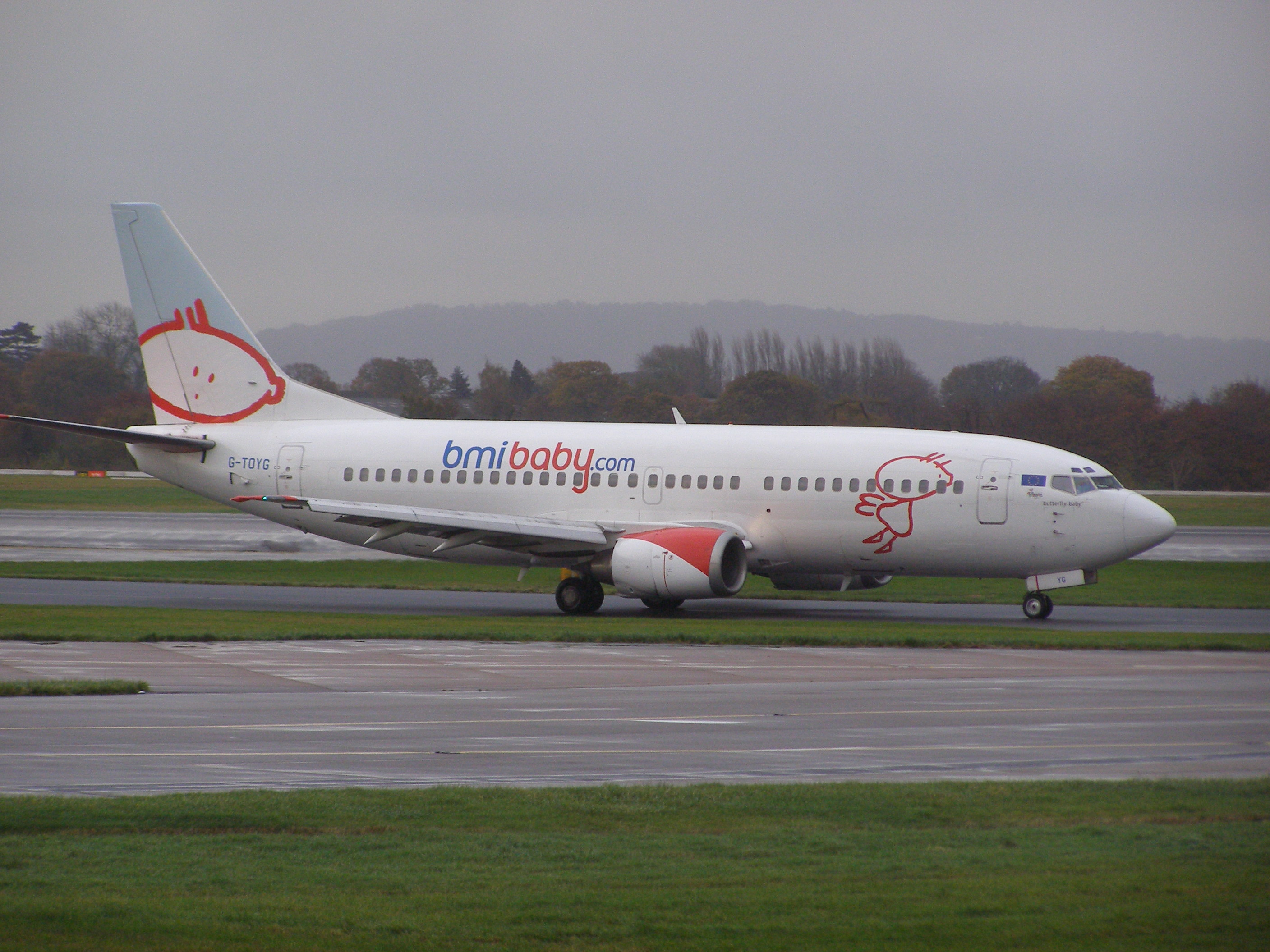
Bmi 베이비의 보잉 737-300
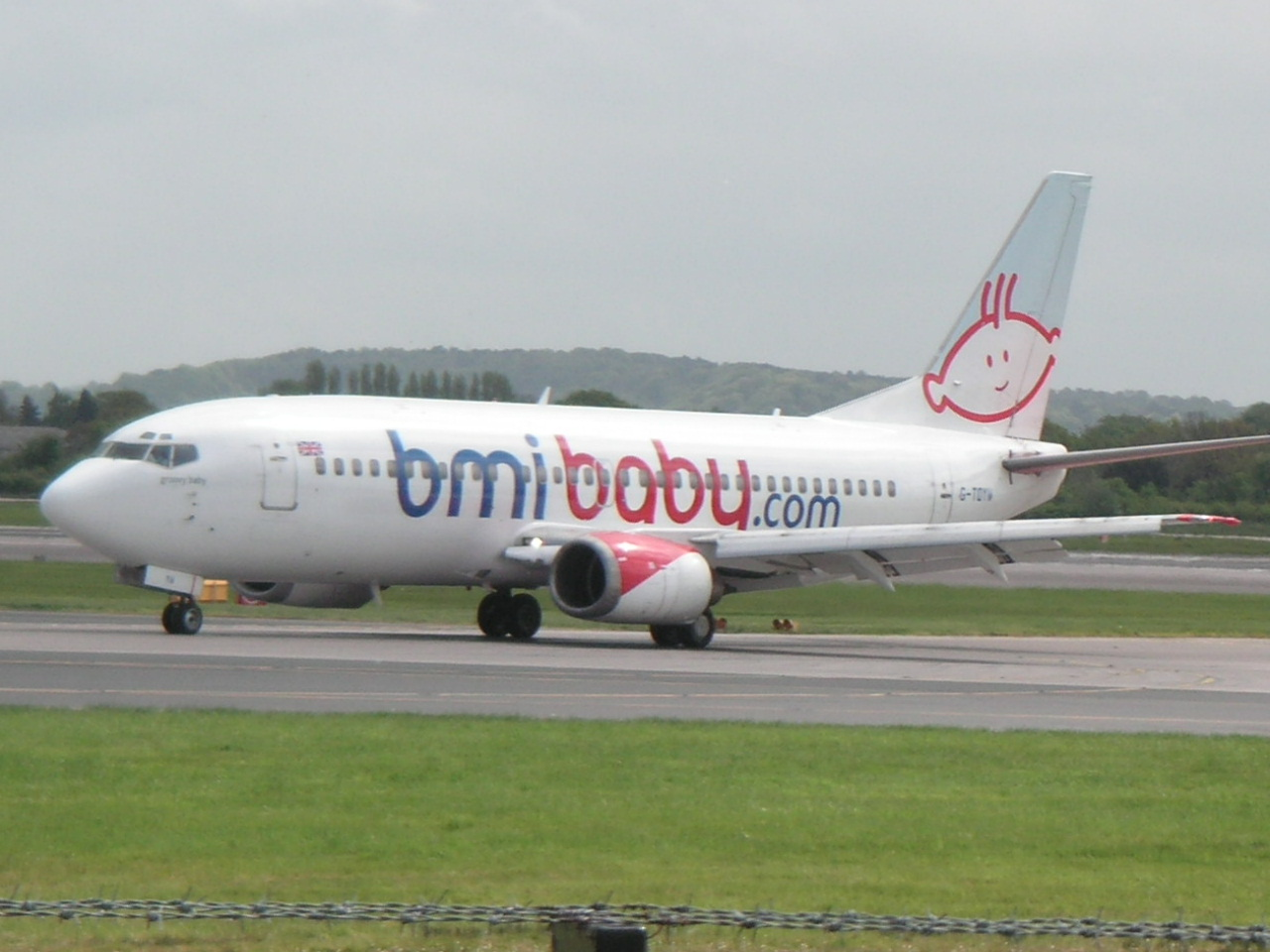
Bmi 베이비의 보잉 737-300
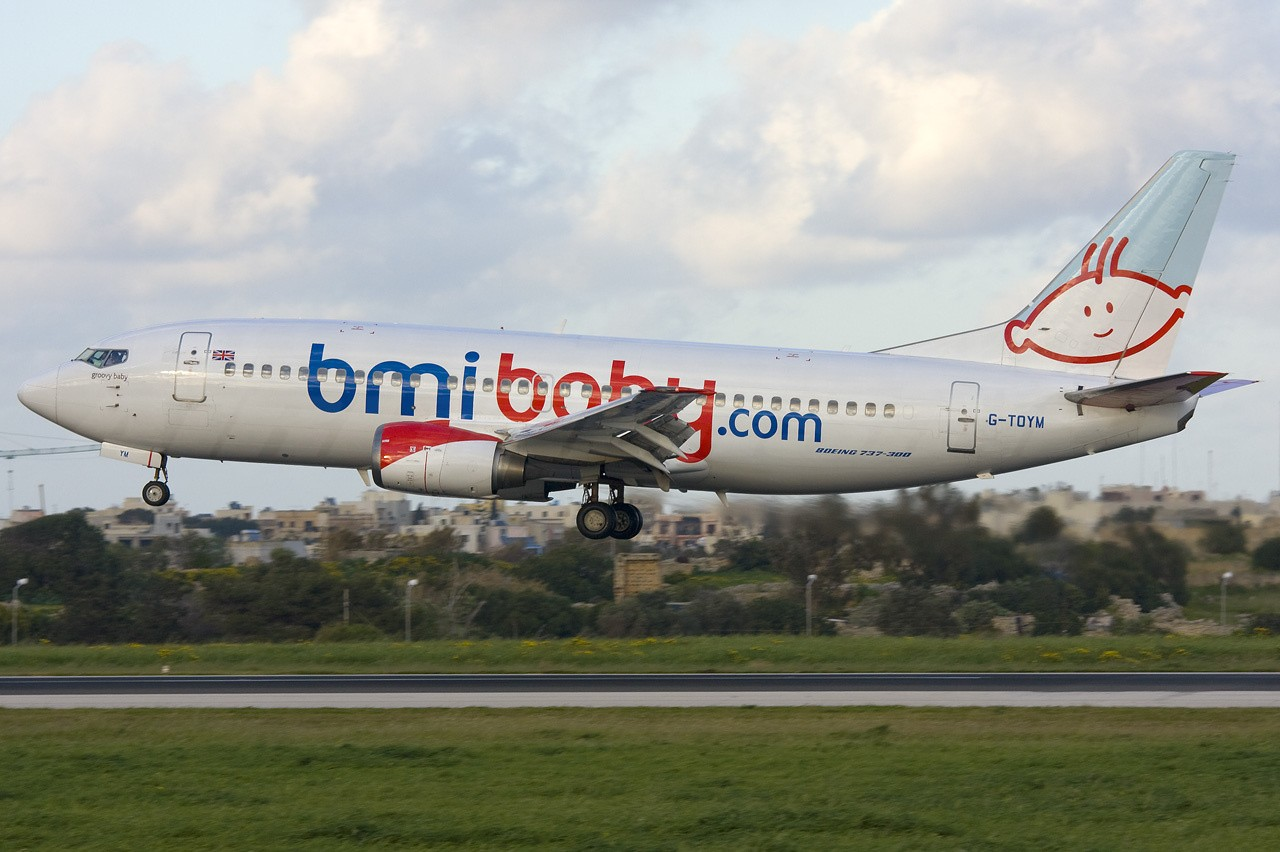
Bmi 베이비의 보잉 737-300
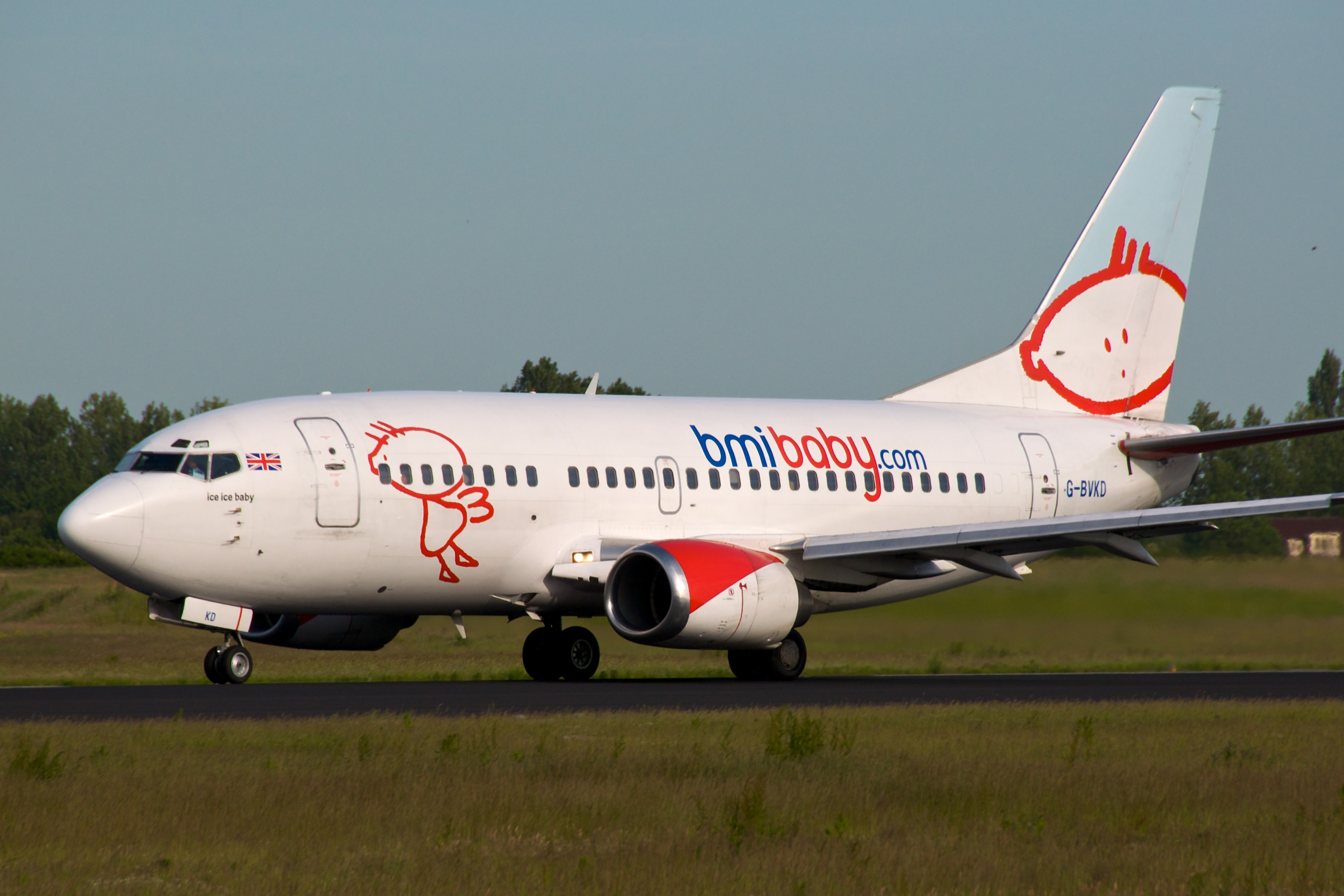
Bmi 베이비의 보잉 737-500